# Nemesia karroensis
Nemesia karroensis är en flenörtsväxtart som beskrevs av Bond. Nemesia karroensis ingår i släktet nemesior, och familjen flenörtsväxter. Inga underarter finns listade i Catalogue of Life.